# Ангел Бънков
Ангел Илиев Бънков е български философ, доктор на философските науки, професор по логика.

## Биография
Роден е на 29 юли 1906 г. в монтанското село Златия. През 1930 г. завършва философия в Софийския университет.
От 1945 г. е хоноруван доцент в Софийския университет. От 1946 до 1947 г. специализира в СССР. През 1949 г. става редовен доцент, а от 1952 г. е професор. През 1951 г. става заместник-декан на Философско-исторически факултет. В периода 1951 – 1954 г. е декан на факултета. Защитава кандидатска (докторска) дисертация на тема „Развитие на философската мисъл в България“ през 1958 г. Между 1960 и 1962 г. е заместник-ректор на Софийския университет. В периода 1960 – 1973 г. e ръководител на Катедрата по логика, етика и естетика на университета. Между 1963 и 1972 г. завежда секцията „Диалектически материализъм и логика“ към Института по философия при БАН. През 1968 г. става доктор на философските науки. В периода 1968 – 1976 г. е заместник-председател на Българското философско дружество.
В Софийския университет води лекции по Увод във философията, Гносеология, Руска класическа философия през XIX век, История на българската философска мисъл, Логика, Мислене и език, Диалектическа логика и Логика на научното творчество.
Умира на 7 септември 1991 г. в София.

## Трудове
- Из философията на Българското възраждане (на В. х. Ст. Берон). – ФПр., 1941, № 5, 459 – 473
- Принос към историята на българската философска мисъл. 1943, 348 с.
- (1945) Бергсонизмът в България, София  (228 с.)
- Принос към руската класическа философска мисъл в логиката през XIX в. 1948, Философско-исторически факултет, т. 44, 1, 3 – 144.
- Руската класическа философия през XIX в., 1948, 36 с.
- Комунистически морал. Наука и изкуство, 1951, 112 с.
- Марксистко-ленинската теория за нацията и национално-колониалният въпрос. 1951, 60 с.
- История на логиката. 1953, 199 с.
- История на България. Т. 2. (съветник) 1955, 1004 с.
- История на логиката. 1957, 396 с.
- Мислене и език. Изд. Наука и изкуство, 1960, 316 с.
- Развитието на философската мисъл в България. 1966, 888 с.
- Логика на научното и художествено творчество. Изд. Наука и изкуство, 1974, 201 с.
- Логиката на Хегел и диалектическият материализъм. Партиздат, 1977, 388 с.
- Логика и история. – В: Проблеми на логиката. Т. 3. 1977, 191 – 232.
- Проблемата за единичното и общото в логиката на Аристотел. Годишник на Софийския университет „Климент Охридски“. Философски факултет. Книга философия: Т. 76, 1986 [за 1983], с. 5 – 55.
- Академик професор Димитър Михалчев като философ, университетски преподавател и лектор. Годишник на Софийския университет „Св. Климент Охридски“. Философски факултет. Книга 2 – Философия: Т. 81., 1993 [за 1989 – 90], с. 5 – 32.